# Николо-Гулак
Николо-Гулак (укр. Миколо-Гулак) — село в Казанковском районе Николаевской области Украины.
Основано в 1865 году. Население по переписи 2001 года составляло 772 человек. Почтовый индекс — 56023. Телефонный код — 5164. Занимает площадь 1,288 км².

## Местный совет
56023, Николаевская обл., Казанковский р-н, с. Николо-Гулак, ул. Больничная, 1